# Hinterberg (Leichlingen)
Hinterberg ist eine Hofschaft in der Stadt Leichlingen (Rheinland) im Rheinisch-Bergischen Kreis.

## Lage und Beschreibung
Der Ort liegt nordöstlich vom Leichlinger Kernort am Rand der Hochfläche, die nach Norden im Naturschutzgebiet Wupperhänge mit Seitensiefen und der Wupper nördlich Witzhelden und Leichlingen steil zum Unteren Wuppertal abfällt. Östlich von Hinterberg entspringt der Wollberger Bach, westlich die Hinterberger Delle, beides Zuflüsse des St. Heribert Bachs. Die Ausläufer der Hochfläche zum Talraum hin werden Wupperberge genannt. 
Der Hof ist über eine Zufahrt von der Landesstraße L359 zwischen Sankt Heribert und Oberbüscherhof erreichbar. Weitere Nachbarorte sind Paulinenhof, Fähr, Rödel, Holzerhof, Ufer, Schüddig, Weltersbach, Grünscheid, Höfchenstal und Unterbüscherhof.

## Geschichte
Der Hof erscheint erstmals in der Ausgabe 1969 des Messtischblatts Solingen der amtlichen topografischen Karte 1:25.000.